# Richard Vincent, Baron Vincent of Coleshill
Richard Frederick Vincent, Baron Vincent of Coleshill, GBE, KCB, DSO (* 23. August 1931 in Norwood Green, Middlesex; † 8. September 2018) war ein britischer Feldmarschall und Life Peer, der unter anderem zwischen 1988 und 1991 Vize-Chef des Verteidigungsstabes (Vice-Chief of the Defence Staff) sowie von 1991 bis 1992 Chef des Verteidigungsstabes (Chief of the Defence Staff) war.

## Leben und Karriere
Vincent besuchte die Aldenham School in Hertfordshire und trat 1951 in die Royal Artillery ein, zunächst als Offizier des National Service. Von 1951 bis 1955 diente er bei der Britischen Rheinarmee und von 1960 bis 1961 beim Radar Research Establishment in Malvern.
1965 besuchte er das Staff College in Camberley. Im Anschluss diente er bei der Commonwealth Brigade in Malaysia bis 1968. Von 1968 bis 1970 war Vincent als Generalstabsoffizier(General Staff Officer) beim Verteidigungsministerium tätig, danach kommandierte er bis 1972 das 12th Light Air Defence Regiment in Deutschland und Nordirland. Im Anschluss kehrte er nach Camberley zurück, wo er als Dozent (Instructor) am Staff College bis 1973 tätig war. Von 1974 bis 1975 war er Militärstudiendirektor am Royal Military College of Science in Shrivenham. Nachdem er von 1975 bis 1977 die 19th Airportable Brigade kommandiert hatte, besuchte er das Royal College of Defence Studies am Belgrave Square in London, im Anschluss war er von 1979 bis 1980 Deputy Military Secretary.
Er kehrte dann als Kommandant des Royal Military College of Science nach Shrivenham für den Zeitraum von 1980 bis 1983 zurück und wurde im Anschluss zum Master-General of the Ordnance im Verteidigungsministerium ernannt. Dieses Amt hatte er bis 1987 inne und wurde anschließend zum Vice Chief of the Defence Staff ernannt sowie 1991 zum Chief of the Defence Staff.
Zusätzlich zu seinen Vollzeitämtern war er von 1981 bis 1987 Colonel Commandant der Royal Electrical and Mechanical Engineers (REME)
und von 1982 bis 1991 Honorary Colonel des 100th (Yeomanry) Field Regiment RA(V).
Er war Chief of the Defence Staff (CDS) des Vereinigten Königreichs und damit Leiter der Streitkräfte des Vereinigten Königreichs. Nach seinem Rücktritt 1992 wurde er Vorsitzender des Militärausschusses der NATO von 1993 bis 1996.

## Mitgliedschaft im House of Lords
Nach seinem Eintritt in den Ruhestand wurde er am 3. September 1996 zum Life Peer als Baron Vincent of Coleshill, of Shrivenham in the County of Oxfordshire, erhoben. Seine Antrittsrede im House of Lords hielt er am 8. Dezember 1998. Dort saß er als Crossbencher.
Als Themen seines politischen Interesses bezeichnete er auf der Webseite des Oberhauses äußere Angelegenheiten, Sicherheit, Verteidigung und Bildung. Als Staaten seines Interesses nannte er die Mitglieder der NATO.
Von 1997 bis 1998 war er Berater des Staatssekretärs für strategische Verteidigungsplanung.
Vincent meldete sich im House of Lords zuletzt am 31. Januar 2008 zu Wort. An einer Abstimmung nahm er zuletzt am 6. November 2006 teil. Seine Anwesenheit schwankte im Zeitraum ab 2001 im unteren Bereich. Seit dem 11. Juni 2012 war er durch einen Leave of Absence vom House of Lords beurlaubt. Am 9. März 2016 trat er gemäß den Regelungen des House of Lords Reform Act 2014 in den Ruhestand und schied aus dem House of Lords aus.

## Weitere Ämter
Er war von 1987 bis zu seiner Emeritierung 2009 Direktor (Governor) der Aldenham School. Von 1996 bis 2011 war er Mitglied von The Pilgrims.
1996 wurde Vincent zum Master Gunner des St. James’s Park ernannt, ein zeremonielles Amt, das er bis 2000 bekleidete. Von 1998 bis 2010 war er Kanzler (Chancellor) der Cranfield University. Von 1998 bis 2001 war er Vorsitzender (Chairman) der Hunting Engineering Ltd. Dort war er zuvor von 1996 bis 1998 Direktor. Er war Vorsitzender (Chairman) von Hunting-BRAE Ltd, wo er von 1997 bis 1998 Direktor war.
Er war außerdem Mitglied des Treuhandrates (Trustee) der Inspire Foundation und Mitglied des National Appeal Council beim National Memorial Arboretum.
Vicent war Schirmherr (Patron) der INSPIRE Charity Foundation seit 1997 und der National Services Veterans Association seit 2007.

## Ehrungen
Vincent wurde 1972 mit dem Distinguished Service Order (DSO) ausgezeichnet. 1984 wurde er zum Knight Grand Cross des Order of the Bath, 1990 zum Knight Grand Cross des Order of the British Empire geschlagen. 
1995 wurde er Fellow des Imperial College London und 1999 vom City and Guilds of London Institute. Seit 2011 ist er Senior Fellow der  Cranfield University.
Außerdem ist Vincent Träger des Jordanian Order of Merit erster Klasse, der USA Legion of Merit in der Rangstufe eines Commander und Freeman der City of London bzw. Mitglied der Guild of Freemen, sowie 1997 von der Worshipful Company of Wheelwrights.
Die Cranfield University – Nachfolgerinstitution des einst von Vincent geleiteten Royal Military College of Science – verlieh ihm 1985 die Ehrendoktorwürde eines Doctor of Science (DSc). 1990 wurde Vincent Fellow des Institute of Mechanical Engineers und der Royal Aeronautical Society.

## Familie
Vincent heiratete 1955 Jean Patterson. Sie bekamen zwei Söhne (von denen einer jung starb) und eine Tochter.